# Nhà sản xuất phát thanh

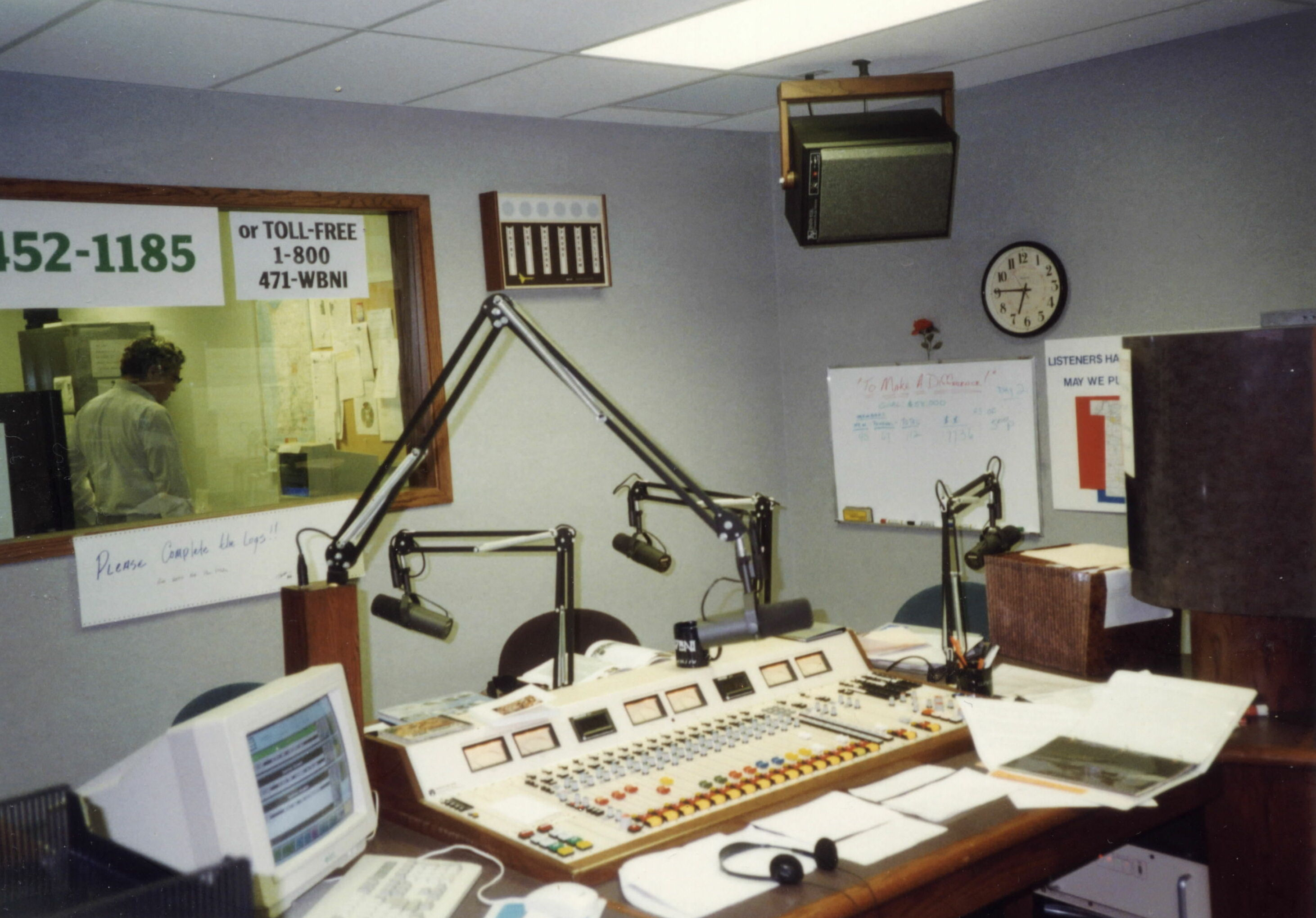
In this studio from radio station WBNI, the producer sits in the foreground and operates the mixing console, while the on-air performers sit across the table and speak into the microphones.

Nhà sản xuất phát thanh (tiếng Anh: radio producer) là người chuyên giám sát quá trình thực hiện các chương trình phát thanh. Danh xưng nghề nghiệp này bao trùm một số loại công việc khác nhau:
- Nhà sản xuất nội dung hay giám đốc sản xuất chuyên giám sát và bố trí thực hiện một chương trình phát thanh hoặc chuyên đề. Nhà sản xuất nội dung có thể tổ chức lựa chọn âm nhạc, khách mời và người gọi điện thoại cho một chương trình trò chuyện trên đài hoặc các cuộc thi đấu, điều chỉnh thời gian và toàn bộ nội dung chương trình.[2]